# Черняева, Нина Алексеевна
Нина Алексеевна Черняева (род. 29 апреля 1959 года, хутор Подольхи, Волгоградская область) — Заслуженный врач Российской Федерации. Российский политик, депутат Государственной Думы VII созыва.Член Комитета ГД по охране здоровья. Член фракции Единая Россия.

## Биография
Родилась 29 апреля 1959 года на хуторе Подольхи Серафимовического района Волгоградской области в многодетной семье. Училась в Зимняцкой средней школе того же района.
Окончила лечебный факультет Волгоградского медицинского института в 1982 году, факультет «Менеджмент здравоохранения» Академии народного хозяйства при Правительстве РФ в 2007 году.
С 1982 по 1983 год работала врачом-интерном в Волгоградской областной больнице № 1, затем 2 года терапевтом медсанчасти завода им. Петрова и год — врачом приемного отделения Волгоградской областной клинической больницы № 1.
С 1986 по 1988 год проходила клиническую ординатуру на кафедре пропедевтики внутренних болезней ВГМИ.
В сентябре 1988 года начала работать врачом нефрологического отделения Волгоградской областной клинической больницы № 1. В октябре 1990 года возглавила пульмонологическое отделение больницы. С декабря 2000 года была назначена заместителем главного врача по медицинской части Волгоградской ОКБ № 1, а в декабре 2004 года стала главным врачом больницы. Врач высшей категории.
В январе 2010 года была приглашена на должность заместителя Главы Администрации Волгоградской области — председателя Комитета по здравоохранению Администрации Волгоградской области. Позднее дважды наименование должности менялось: заместитель Главы Администрации Волгоградской области по здравоохранению и социальной политике (апрель 2010 года), заместитель Главы Администрации Волгоградской области по здравоохранению и социальному развитию (июль 2010 года).
В апреле 2012 года была утверждена на должности Министра труда и занятости населения Волгоградской области, а в январе 2014 года наименование должности было изменено: Министр труда и социальной защиты населения Волгоградской области.
С мая 2014 года по октябрь 2016 года вновь стала главным врачом Волгоградской областной клинической больницы № 1, Волгоград.
В 2015 году стала Председателем Общественной организации «Волгоградский областной Союз женщин».
В 2015—2016 годах являлась Председателем Комиссии по охране здоровья, физической культуре и по популяризации здорового образа жизни Общественной палаты Волгоградской области.
На выборах 18 сентября 2016 года была избрана Депутатом Государственной Думы VII созыва в составе федерального списка кандидатов, выдвинутого Всероссийской политической партией «Единая Россия». После начала полномочий 5 октября 2016 года стала членом комитета ГД по охране здоровья. 16 июня 2021 года сложила полномочия депутата «по личным обстоятельствам».
С августа 2021 года возглавляет ФБУ Центр реабилитации Фонда социального страхования Российской Федерации «Волгоград».
Разведена, воспитывает дочь.
Среди увлечений — путешествия, исторические книги, театр, кулинария.

## Законотворческая деятельность
С 2016 по 2019 год, в течение исполнения полномочий депутата Государственной Думы VII созыва, выступила соавтором 41 законодательных инициатив и поправок к проектам федеральных законов.

## Награды
Заслуженный врач РФ (2006)
Нагрудный знак «Отличник здравоохранения»
Лауреат Международной Премии «Профессия — жизнь», «За верность профессии» (2006)
«Лучший менеджер года» по результатам Волгоградского областного конкурса